# Wilhelm Brem
Wilhelm Brem är en tysk längdåkare och skidskytt.

## Meriter
- Brons vid paralympiska vinterspelen 2006, skidskytte 12,5 km synskadade